# Луи I д’Аркур
Луи I д’Аркур (фр. Louis d'Harcourt; ум. 26 мая 1388) — виконт де Шательро (1356—1388), сеньор д’Арсхот. Французский военачальник. Сын Жана IV д’Аркура (ум. 1346), графа д’Аркур (1330—1346), и Изабеллы дамы де Вибрэ, дочери Жана Ларшевека, сеньора де Партене.

## Биография
В 1356 году после смерти своего старшего брата Жана V д’Аркура (1320—1356), 2-го графа д’Аркура (1346—1356), Луи д’Аркур унаследовал титул виконта де Шательро.
С 1370 года Луи д’Аркур сражался на стороне англичан против короля Франции Карла V Мудрого. Чудом избежал плена, когда французская армия под командованием Карлё, одного из лейтенантов коннетабля Бертрана дю Геклена, захватила его город Шательро. Был назначен английским наместником Аквитании вместе с сеньором де Партене.
Был женат на Мари де Ла Турнель.